# Dănulești, Hunedoara
Dănulești este un sat în comuna Gurasada din județul Hunedoara, Transilvania, România. Se află în partea de nord a județului,  în Munții Metaliferi. La recensământul din 2002 avea o populație de 55 locuitori. Biserica din sat cu hramul „Sfinții Arhangheli Mihail și Gavriil” a fost construită în secolul al XVII-lea și are statut de monument istoric.